# Большое Село (Вологодская область)
Большое Село — деревня в Сокольском районе Вологодской области.
Входит в состав городского поселения город Кадников, с точки зрения административно-территориального деления — в Кадниковский сельсовет.
Расстояние по автодороге до районного центра Сокола — 17 км, до центра муниципального образования Кадникова — 5 км. Ближайшие населённые пункты — Теньково, Чурилово, Погост Ильинский.
По переписи 2002 года население — 150 человек (73 мужчины, 77 женщин). Преобладающая национальность — русские (98 %).